# 冯鹤年
冯鹤年（1962年3月—），江苏省宝应县人，中华人民共和国金融行业从业者。曾担任中国证监会法律部副主任、非上市公众公司监管部主任、创业板部主任、民生证券董事长兼总裁，2022年6月7日，冯鹤年被有关部门带走调查。

## 生平
冯鹤年1978年高中毕业于宝应中学，考入西南政法大学。1984年7月，冯鹤年参加工作。之后，他进入中国政法大学攻读硕士研究生，1989年获硕士学位，学位论文题目为《论完善我国涉外税法的几个问题》，导师为严振生。1997年进入证监会工作，2013年，冯鹤年出任山东证监局党委书记、局长兼济南稽查局局长，2015年7月份辞去山东证监局局长一职，2016年后出任民生证券党委书记，同年出任民生证券董事长，2022年6月7日，冯鹤年被有关部门带走调查。

## 涉案
据传与证监会原会计部主任王宗成一案相关。